# Bertoua
Bertoua  este un oraș  în partea de sud-est a Camerunului. Este reședința provinciei de Est.